# MTV Video Music Award a legjobb R&B videóért
Az MTV Video Music Award a legjobb R&B videóért díjat először 1993-ban adták át, utoljára pedig 2006-ban, mivel 2007-ben minden műfajjal kapcsolatos kategóriát megszüntettek. 2008-ban, amikor az MTV Video Music Awards visszatért eredeti alakjához, a kategóriát nem hozták vissza. Azóta az R&B előadókat és videókat a Legjobb hiphopvideó és Legjobb pop videó kategóriákban díjazzák. A 2019-es díjátadóval tért vissza ismét a kategória, 12 év szünet után. A kategóriában legtöbbször díjazott előadó Beyoncé.
| Év   | Győztes                                                              | További jelöltek |
| ---- | -------------------------------------------------------------------- | --- |
| 1993 | En Vogue — Free Your Mind                                            | - Prince és a New Power Generation — 7 |
| 1994 | Salt-N-Pepa (az En Vogue közreműködésével) — Whatta Man              | - R. Kelly — Bump n' Grind |
| 1995 | TLC — Waterfalls                                                     | - Montell Jordan — This Is How We Do It |
| 1996 | The Fugees — Killing Me Softly                                       | - D'Angelo — Brown Sugar |
| 1997 | Puff Daddy (közreműködik Faith Evans és a 112) — I'll Be Missing You | - Toni Braxton — Un-Break My Heart |
| 1998 | Wyclef Jean — Gone till November                                     | - Usher — You Make Me Wanna... |
| 1999 | Lauryn Hill — Doo Wop (That Thing)                                   | - Whitney Houston (közreműködik Faith Evans és Kelly Price) — Heartbreak Hotel |
| 2000 | Destiny’s Child — Say My Name                                        | - Brian McKnight — Back at One |
| 2001 | Destiny’s Child — Survivor                                           | - Jill Scott — Gettin' in the Way |
| 2002 | Mary J. Blige — No More Drama                                        | - Usher — U Got It Bad |
| 2003 | Beyoncé (közreműködik Jay-Z) — Crazy in Love                         | - Nelly (közreműködik Kelly Rowland) — Dilemma |
| 2004 | Alicia Keys — If I Ain’t Got You                                     | - Usher — Burn |
| 2005 | Alicia Keys — Karma                                                  | - Usher és Alicia Keys — My Boo |
| 2006 | Beyoncé (közreműködik Slim Thug és Bun B) — Check on It              | - Jamie Foxx (közreműködik Ludacris) — Unpredictable |
| 2007 | Nem adták át.                                                        | Nem adták át. |
| 2008 | Nem adták át.                                                        | Nem adták át. |
| 2009 | Nem adták át.                                                        | Nem adták át. |
| 2010 | Nem adták át.                                                        | Nem adták át. |
| 2011 | Nem adták át.                                                        | Nem adták át. |
| 2012 | Nem adták át.                                                        | Nem adták át. |
| 2013 | Nem adták át.                                                        | Nem adták át. |
| 2014 | Nem adták át.                                                        | Nem adták át. |
| 2015 | Nem adták át.                                                        | Nem adták át. |
| 2016 | Nem adták át.                                                        | Nem adták át. |
| 2017 | Nem adták át.                                                        | Nem adták át. |
| 2018 | Nem adták át.                                                        | Nem adták át. |
| 2019 | Normani (6LACK közreműködésével) — Waves                             | - Childish Gambino — Feels Like Summer - H.E.R. (Bryson Tiller közreműködésével) — Could've Been - Alicia Keys — Raise a Man - Ella Mai — Trip - Anderson .Paak (Smokey Robinson közreműködésével) — Make It Better |
| 2020 | The Weeknd — Blinding Lights                                         | - Chloe x Halle — Do It - H.E.R. (YG közreműködésével) — Slide - Alicia Keys — Underdog - Khalid (Summer Walker közreműködésével) — Eleven - Lizzo — Cuz I Love You                                                 |

## Rekordok
- Legtöbb díjazás:
  1. Beyoncé, Alicia Keys, En Vogue és Destiny’s Child – 2 díjazás
- Legtöbb jelölés: (közreműködésekkel együtt)

| Helyezés       | 1.          | 1.                          | 2.                                                                          | 3.                                                                        |
| -------------- | ----------- | --------------------------- | --------------------------------------------------------------------------- | ------------------------------------------------------------------------- |
| Előadó         | Alicia Keys | Usher R. Kelly Toni Braxton | Beyoncé (szólóelőadó) Mary J. Blige Mariah Carey Brandy Aaliyah Boyz II Men | Ludacris Ashanti Faith Evans 112 D'Angelo Destiny’s Child En Vogue H.E.R. |
| Összes jelölés | 6 jelölés   | 4 jelölés                   | 3 jelölés                                                                   | 2 jelölés                                                                 |